# Szkoła Podstawowa nr 12 im. Ignacego Jana Paderewskiego w Katowicach

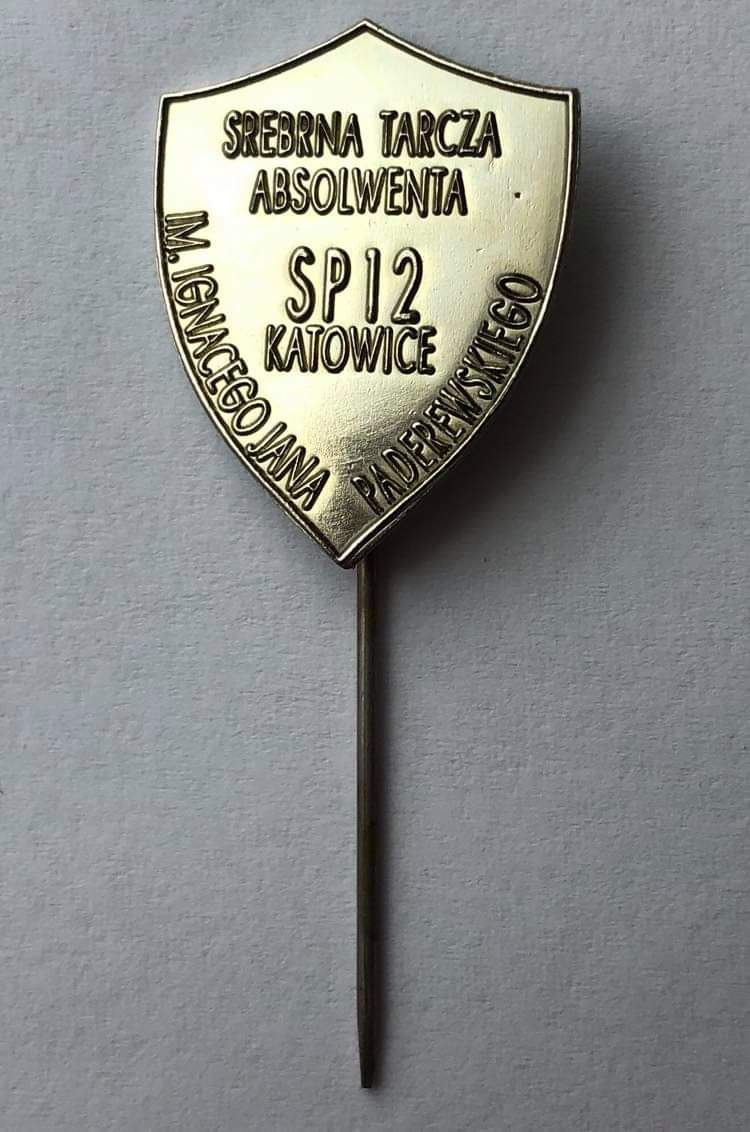
Srebrna tarcza absolwenta Szkoły Podstawowej nr 12 im. I.J.Paderewskiego w Katowicach

Szkoła Podstawowa nr 12 im. Ignacego Jana Paderewskiego w Zespole Szkół i Placówek nr 1 w Katowicach – publiczna szkoła podstawowa, znajdująca się na Osiedlu Paderewskiego w Katowicach.   

## Historia szkoły
Decyzja o budowie osiedla, na terenie którego szkoła się znajduje, zapadła w 1966 roku, a autorami byli: Jurand Jarecki, Stanisław Kwaśniewicz i Ryszard Ćwikliński. Inwestorem była Katowicka Spółdzielnia Mieszkaniowa. Osiedle oficjalnie zostało ukończone w 1980 roku, a ponieważ było budowane całościowo, tak więc częścią osiedla jest również placówka szkolna.
W roku szkolnym 1977/1978 placówkę otwarto dla pierwszych uczniów. Na początku szkoła nosiła imię Anieli Krzywoń, młodej fizylierki, odznaczonej tytułem Bohatera Związku Radzieckiego. 30 listopada 2002 roku szkoła przyjęła za patrona Ignacego Jana Paderewskiego. Od czerwca 2004 roku, organizowane są we współpracy ze Spółdzielnią Mieszkaniową im. I.J. Paderewskiego w Katowicach festyny rodzinne. We wrześniu 2005 roku placówka uzyskała tytuł „Szkoły z klasą”. W 2012 roku podczas IX festynu rodzinnego, świętowano 35 lecie szkoły i 10 lecie nadania imienia I.J. Paderewskiego.
Placówkę odwiedzili m.in.: Alfred Szklarski, Jerzy Duda-Gracz, Jerzy Kukuczka, Beata Tyszkiewicz i Jan Miodek. Wpisy widnieją w „Księdze Pamiątkowej”, która prowadzona jest od początku istnienia szkoły.

## Współpraca zagraniczna i międzyszkolna
Kraje z jakimi współpracuje Szkoła w ramach eTwinning to: Finlandia, Włochy oraz Hiszpania. Czechy są krajem spoza programu eTwinning, dlatego współpraca działa na zasadach umowy między szkołami.
Dnia 26 maja 2017 roku o godzinie 10:00, Uniwersytet Śląski nawiązał współpracę dydaktyczno–naukową ze szkołą. Osoby, które podpisywały dokument to: Magdalena Ochwat – pełnomocnik rektora UŚ ds. promocji i kontaktu ze szkołami ponadgimnazjalnymi oraz dyrektor placówki Jerzy Bakowski.

## Absolwenci
- Jolanta-Naklicka Kleser – uczestniczka programu MasterChef Polska drugiej edycji z 2013 roku. Autorka dwóch książek kulinarnych. Właścicielka Pracowni Smaku Jolanta Kleser w Katowicach na ulicy Kościuszki 12[4].
- Michał Piela – polski aktor filmowy, telewizyjny i dubbingowy.
- Marcin Zydorowicz – polski urzędnik państwowy oraz wojewoda zachodniopomorski w latach 2007–2014. Syn Andrzeja Zydorowicza – Polskiego dziennikarza sportowego i działacza samorządowego.
- Agata Duda-Gracz – polska reżyserka teatralna i reżyserka. Córka Jerzego Dudy-Gracza – Polskiego malarza, rysownika, scenografa, profesora.
- Wojciech Błach – polski aktor telewizyjni i teatralny.